# 広路本町
広路本町（ひろじほんまち）は愛知県名古屋市昭和区にある町名。現行行政地名は広路本町1丁目から広路本町6丁目。住居表示未実施。

## 地理
名古屋市昭和区の中央部に位置し、東に檀渓通、西に塩付通、南に南分町、北に広路通と接する。

## 歴史

### 沿革
- 1938年（昭和13年）12月1日 - 昭和区広路町の一部により、同区広路本町が成立[5]。
- 1950年（昭和25年）7月15日 - 昭和区広路町の一部を編入する[5]。

## 世帯数と人口
2019年（平成31年）1月1日現在の世帯数と人口は以下の通りである。
| 町丁     | 世帯数  | 人口    |
| -------- | ------- | ------- |
| 広路本町 | 911世帯 | 1,674人 |

## 学区
市立小・中学校に通う場合、学校等は以下の通りとなる。また、公立高等学校に通う場合の学区は以下の通りとなる。
| 丁目          | 番・番地等 | 小学校               | 中学校               | 高等学校 |
| ------------- | ---------- | -------------------- | -------------------- | -------- |
| 広路本町1丁目 | 全域       | 名古屋市立松栄小学校 | 名古屋市立桜山中学校 | 尾張学区 |
| 広路本町2丁目 | 全域       | 名古屋市立松栄小学校 | 名古屋市立桜山中学校 | 尾張学区 |
| 広路本町3丁目 | 全域       | 名古屋市立松栄小学校 | 名古屋市立桜山中学校 | 尾張学区 |
| 広路本町4丁目 | 全域       | 名古屋市立広路小学校 | 名古屋市立駒方中学校 | 尾張学区 |
| 広路本町5丁目 | 全域       | 名古屋市立広路小学校 | 名古屋市立駒方中学校 | 尾張学区 |
| 広路本町6丁目 | 全域       | 名古屋市立広路小学校 | 名古屋市立駒方中学校 | 尾張学区 |

## 施設
- 名古屋国際中学校・高等学校
- あいち銀行 塩付通支店

## その他

### 日本郵便
- 郵便番号 : 466-0841[2]（集配局：昭和郵便局[8]）。